# تورونتو القديمة
تورونتو القديمة (بالإنجليزية: Old Toronto)‏ هو جزء من تورنتو، أونتاريو، كندا، يتوافق مع حدود مدينة تورنتو قبل عام 1998.